# Premio Ilaria Alpi

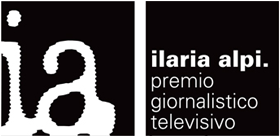
Il logo del Premio Ilaria Alpi

Il Premio Ilaria Alpi è stato uno dei principali premi giornalistici italiani, assegnato per venti edizioni a coloro che si sono particolarmente distinti nel campo del reportage e dell'inchiesta giornalistica televisiva.
Il premio era organizzato dall'Associazione Ilaria Alpi con l'alto patronato della Presidenza della Repubblica e promosso da Regione Emilia-Romagna, Comune di Riccione, Provincia di Rimini, con la collaborazione di RAI, Ordine dei Giornalisti e Federazione Nazionale Stampa Italiana.

## Storia
Il premio era dedicato alla memoria della giornalista del TG3 Ilaria Alpi, uccisa in Somalia il 20 marzo 1994 insieme all'operatore Miran Hrovatin (al quale era dedicato uno dei premi speciali), per responsabilità mai chiarite.
Nato nel 1995 è stato attivo per venti edizioni, sino al 2014.
A partire dal 2015 è stato sostituito dai DIG Awards, nuovo premio dedicato al giornalismo video d'inchiesta.

## Vincitori

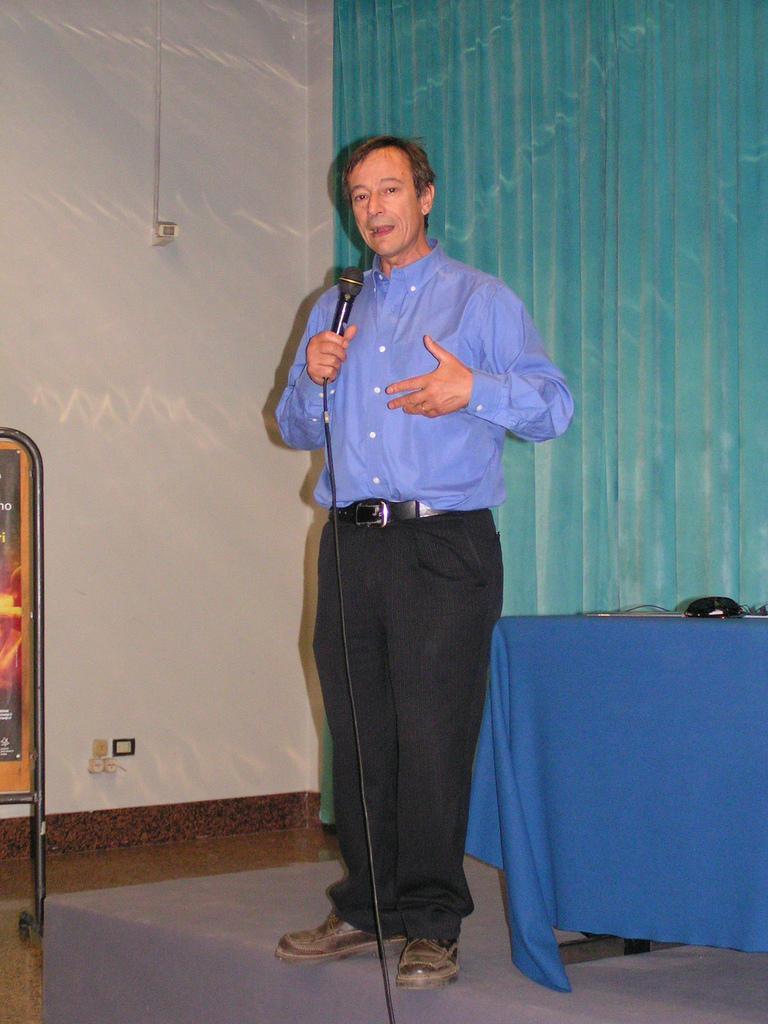
Il giornalista Riccardo Iacona alla XII edizione del Premio Ilaria Alpi, 31 maggio 2006

### I edizione (1995)
Riccione, 1995.
Primo premio
- Franco Di Mare, Lettere da Sarajevo, TG2 Rai
- Paolo Pasi, San Vittore, Antenna Tre Lombardia
- Luca Colombo, Ebrei a Venezia, TGR Veneto Rai

Secondo premio
- Antonello Lai, Vincenzina, TGR Sardegna

Terzo premio
- Filippo Landi, Mostar, TG1, Rai

Premio giovani
- Fulvio Colucci, Case Parcheggio, Videolevante

Menzione speciale della giuria
- Armando Sommajuolo, Ruanda, la tragedia dimenticata, TMC Telegiornale
- Filippo Vendemmiati, Diritto di voto per i barboni, TGR Emilia-Romagna

Premio speciale fuori concorso
- Gianni Minà
- Sveva Sagramola

### II edizione (1996)
Riccione, 1996.
Sezione TG - Primo premio
- Dario Celli, Immagini TG2 Rai
- Enrico Lucci, Disattenzione incontrollabile Telesogni Rai3

Sezione TG - Secondo premio
- Claudio Fiorensoli, Storia di Paola, TG3 Rai

Sezione rubriche diverse dai TG - Primo premio
- Giuliano Curti e Daniela Orsello, Elena, TV7, Rai

Sezione rubriche diverse dai TG - Secondo premio
- Alessandra Livi, Bambini di Cernobyl, Tg VideoMusic

Premio Miran Hrovatin
- Bernardino Tomei, Prypiat, Tg VideoMusic

Premio Giovani
- Gente che torna, Beba Gabanelli

Menzione speciale della giuria
- Rubrica Planet

Premio Città di Riccione
- Edmo Vandi

### III edizione (1997)
Riccione, 1997.
Sezione TG - Primo premio
- Pietro Suber, Ospedale Cotugno, TG5

Sezione TG - Secondo premio
- Paolo Pasi, Pendolari del sesso, TGR Lombardia
- Roberto Olla, La solidarietà del carabiniere, TGR Sardegna

Sezione rubriche diverse dai TG - Primo premio
- Emanuela Rossi, Bambini albanesi, Telemontecarlo
- Mario Chemello e Massimiliano Cocozza, Ouassila, TV7

Sezione rubriche diverse dai TG - Secondo premio
- Donata Zanotti, Prostituzione in Emilia Romagna, TGR Emilia-Romagna

Premio Miran Hrovatin
- Simone Serra, In marcia per Silvia, Sardegna Uno
- Enrico Venier, Il Natale visto da Luigi, TG2

Premio giovani
- Lara Boccalon, TGR Europa, Rai

Premi speciali
- Christiane Amanpour
- Robert Mènard
- Johann Op De Beeck

Menzione speciale della giuria
- Serena Pularelli e Isabel Pisano, Chi ha paura di Ilaria Alpi

Premio Città di Riccione
- Michele Ferrari, Match Music

### IV edizione (1998)
Riccione, 1998.
Sezione TG - Primo premio
- Guy Chiappaventi, Capodanno a Pietralata, TMC News

Sezione TG - Secondo premio
- Giovan Battista Brunori, Storia di Silvio, TGR Lazio
- Fabio Tricoli, Ergastolo. Intervista a Benito Loggia, TG5

Sezione rubriche diverse dai TG - Primo premio
- Nevio Casadio, Padre Alex, TV7-TG1

Sezione rubriche diverse dai TG - Secondo premio
- Carla Baroncelli, L'affare più sporco del mondo, TG2 Dossier
- Corrado Formigli, Viaggio in Algeria, Moby's-Italia 1

Premio Miran Hrovatin - Primo premio
- Enrico Bellano, Il tempo del colera, TV7-TG1

Premio Miran Hrovatin - Secondo premio
- Enrico Venier, Educazione stradale, Tg2
- Claudio Ciccarone, Nelle mani dei bersaglieri, TG2 Dossier

Premio Giovani
- Maria Rosa Gianniti, Fame di vita, TGR Emilia-Romagna

Menzioni speciale della giuria
- Gioacchino Bonsignore, Inchiesta in 18 puntate sul volontariato, TG5
- Massimo Cerofolini, Il caso Ilaria Alpi e Miran Hrovatin, Telesogni-TG3 RAI

Premio speciale della giuria
- Salima Ghezali
- Enrico Cappozzo

Premio Comunità Aperta
- Toni Capuozzo
- Kizito Sesana

### V edizione (1999)
Riccione, 1999.
Sezione TG - Primo premio
- Toni Capuozzo, Funerale del giornalista a Belgrado, TG5
- Isabella Cherubini, Izet è Morto, TGR Trentino-Alto Adige

Sezione TG - Secondo premio
- Paolo Pini, Le mamme e i papà di Samir, TGR Emilia-Romagna

Sezione rubriche diverse dai TG - Primo premio
- Corrado Formigli, Fort Apart, Moby's
- Silvestro Montanaro, Poi Ho Incontrato Madid, Rai3

Sezione rubriche diverse dai TG - Secondo premio
- Maria Luisa Busi, Immigrati a Milano. L'altro volto dell'immigrazione, Tg1

Premio Miran Hrovatin - Primo premio
- Enrico Bellano, Le Antigoni Di Kukes, TG1

Premio Miran Hrovatin - Secondo premio
- Franco Trifoni, Bambini In Emergenza, TG2 Costume E Società

Premio Giovani
- Maria Barresi, Immigrati A Milano. L'Altro Volto Dell'Immigrazione, TG4

Menzione Speciale
- Gt Ragazzi

### VI edizione (2000)
Riccione, 2000.
Sezione TG
- Alessandra Anzolin Contrabbando in Puglia, Studio Aperto
- Claudia Mondelli, Pippo e Gianni, TG3

Sezione rubriche diverse dai TG
- Anna Maria Cremonini, Vivere con un figlio down, TG2 Salute

Sezione approfondimenti ed inchieste
- Giovanna Botteri e Riccardo Iacona, La neve nera, Sciuscià, Rai2

Sezione servizi giornalistici andati in onda su Tv locali
- Marco Clementi, Barboni a meno di 30 anni, Telepace (Verona)

Premio giovani
- Donatella Della Ratta, Gli anni di carbone, Un mondo a colori, Rai Educational

Premio speciale della giuria ai giornalisti internazionali
- Veran Matić
- Julie Flint
- Jacques Pauw

Menzione speciale della giuria
- Milena Gabanelli, Le vie delle armi sono infinite, Report

Premio Miran Hrovatin
- Claudio Speranza, Un mare di morte, Frontiere, TG1.

Menzione della giuria per il montaggio
- Alessandro Renna, Neve nera, Sciuscià, Rai

### VII edizione (2001)
Riccione, 2001.
Sezione TG
- Gabriella Simoni e Anna Migotto, Ramallah, Studio Aperto, TG4

Sezione rubriche diverse dai TG
- Amedeo Ricucci, I figli di Volgograd, TV7, Raiuno

Sezione approfondimenti ed inchieste
- Loredana Dordi, Storie di strada, Raitre
- Nevio Casadio, La ballata di Giuliano, C'era una volta, Raitre

Sezione servizi giornalistici andati in onda su Tv locali
- Domenico Valter Rizzo, Acquamara, Telecolor Video Tre

Premio Miran Hrovatin
- Sergio Calabrese, Una Notte A Milano, TG3 Lombardia

Menzione speciale della giuria
- All'operatore (anonimo per ragioni di sicurezza), Ramallah

Premio giovani
- Cristiano Bortone, Robin Hood di fine millennio, C'era una volta, Raitre

Menzione speciale della giuria dei critici
- Report, Rai Tre

Premio speciale della giuria
- Nizar Nayyouf

Menzione speciale della giuria
- Nadire Mater
- Carmen Gurruchaga

Segnalazione della giuria a servizi di approfondimento
- Riccardo Iacona, Tutti ricchi

### VIII edizione (2002)
Riccione, 2002.
Sezione TG
- Nelson Bova, Il mio piede destro, TG3 Emilia-Romagna
- Pietro Suber, I profughi di Bamiyan, Tg5

Sezione rubriche diverse dai TG
- Barbara Carfagna, Etiopia: le spose bambine, Tv7, Rai Uno

Sezione approfondimenti ed inchieste
- Alessandro Gaeta e Riccardo Iacona, Vivremo tutti così, Sciuscià, Rai2

Sezione servizi giornalistici andati in onda su Tv locali e regionali
- Gabriele Franzini, Via Settembrini, Telereggio

Premio Miran Hrovatin
- Claudio Rubino, Linea di confine, Primo Piano, TG3

Premio giovani
- Stefania Bondavalli, L'ombra di Dachau, Telereggio

Premio della critica
- Milena Gabanelli, Verità e giustizia, Report, Rai

Menzioni speciali della giuria
- Stefano Maria Bianchi, Chiedo scusa, Sciuscià, Rai
- Sabina Fedeli e Mimmo Lombezzi, Metti A Fuoco E Scappa

### IX edizione (2003)
Riccione, 2003.
Sezione servizi giornalistici in onda su TG e Rubriche
- Giovanna Botteri, Vittime a Baghdad, TG3
- Gabriella Simoni, Presa di Baghdad, Studio Aperto

Sezione servizi giornalistici in onda su trasmissioni diverse da TG (– 15 minuti)
- Alessandro Poggi, Il cacciucco del pensionato, Ballarò, RaiTre

Sezione servizi giornalistici ed inchieste in onda su trasmissioni diverse da TG (+ 15 minuti)
- Anna Migotto, Storia di Karin, Singolare Femminile, Rete 4
- Claudio Bernieri con Mauro Buffa e Oscar Nani, I Dimenticati Di Chernobil, IlNuovo.it

Sezione servizi giornalistici andati in onda su Tv locali e regionali
- Riccardo Campolmi, Materassi d'asfalto, Sei Milano

Premio Miran Hrovatin
- Claudio Rubino, Il lavoro è un bel mestiere, Primo Piano, TG3, Raitre

Premio giovani
- Maria Barresi, Somalia. I talebani d'Africa, Tv Sette, Rai Uno

Premio della critica
- Marco Berry, Invisibili, Italia Uno
- Emanuela Audisio e Gabriele Nissim, Il giudice dei giusti, Rai Educational

### X edizione (2004)
Riccione, 2004.
Sezione servizi giornalistici in onda su TG e Rubriche
- Massimo Miori, Voci di linate 1, Studio Aperto, Italia Uno

Sezione servizi giornalistici in onda su trasmissioni diverse da TG (– 15 minuti)
- Stefano Maria Bianchi, A Licata non si abbatte, Ballarò, RaiTre

Sezione servizi giornalistici ed inchieste in onda su trasmissioni diverse da TG (+ 15 minuti)
- Damiano Ficoneri, La tosse di Ground Zero, Effetto Reale, La Sette
- Lucia Ferrari, L'ultima goccia, Primo Piano TG3, RaiTre

Sezione servizi giornalistici andati in onda su Tv locali e regionali
- Franco Civelli, Barriere, Telecentro Discovolante (Ancona)

Premio Miran Hrovatin
- Edoardo Olivieri e Giovanni Brutti, Lalai, Telepace (Verona)

Premio Europa
- Yulie Gesterl, My terrorist, Zdf

Premio giovani
- Laura Moretti, La violenza sulle donne, SkyTG24

Premio della critica
- Stefano Curone, Tutti pazzi pwr Bolliwood, Speciale Tg1, RaiUno
- Tiziana Ferrario, La Guerra Del Nord Uganda, Speciale Tg1, RaiUno

Premio produzione
- Monica Ricci, Amira: 26 hour trip

### XI edizione (2005)
Riccione, 2005.
Sezione servizi giornalistici in onda su TG e Rubriche
- Maria Cuffaro, Sotto Le Bombe A Nassirya, Primo Piano, Raitre

Sezione servizi giornalistici in onda su trasmissioni diverse da TG (– 15 minuti ex aequo)
- Carla Baroncelli, Parlando Con Frugone, Tg2 Dossier Storie, Raidue
- Francesca Cersosimo, Morte di Luca Sepe, Controcorrente, Sky TG24

Sezione servizi giornalistici ed inchieste in onda su trasmissioni diverse da TG (+ 15 minuti)
- Sigfrido Ranucci, Servitù Militari, Rainews24

Sezione servizi giornalistici andati in onda su Tv locali e regionali
- Paola Proietti, In Fuga Dal Doping, Super Tre, Roma

Premio Miran Hrovatin
- Alessandro Bellini, Un Giorno A Baghdad, Tg2, Raidue

Premio Europa
- Gregoire Deniau, Traverséé Clandestine, Envoyé Special, France Deux

Premio giovani
- Christian Bonatesta, Approdo Italia, Doc 3, Raitre

Premio della critica
- Riccardo Iacona, W Il Mercato, RaiTre

Premio produzione
- Emanuele Piano, Another African Story

### XII edizione (2006)
Riccione, 2006.
Sezione servizi giornalistici in onda su TG e Rubriche
- Gabriele Lo Bello, Diversi Da Chi, Tg2 Costume e Società

Sezione servizi giornalistici in onda su trasmissioni diverse da TG (– 15 minuti)
- Roberta Fiorentini, Una Notte A Milano, Live-Studio Aperto Italia Uno
- Paola Baruffi, I Fantasmi Di Srebrenica, Sky TG24, Sky

Sezione servizi giornalistici ed inchieste in onda su trasmissioni diverse da TG (+ 15 minuti)
- Sigfrido Ranucci, Fallujah. La strage nascosta, Rai News

Sezione TV locali
- Salvatore Falco, Capolarato: I nuovi schiavi, Canale 9 (Napoli)

Premio Miran Hrovatin
- Romolo Paradisi, Pakistan, Un Mese Dopo, TG2, Rai Due
- Ercole Rocchetti e Raoul Garzia, Kinemia eii disabili mentali di Naiwasha, Dueafilm/Sat 2000

Premio Europa (riservato ai giornalisti europei)
- Patrice Lorton, Ciad, L'Enfance Enchainèe Chad, Childhood In Chains, France 2

Premio Giovane
- Luca Rosini, Giulia Bondi, Massimo Gnone e Claudia Ribet, Diversi Sguardi Olimpici, Orfeo Tv Bologna

Premio Produzione
- Matteo Scanni e Ruben H. Oliva, 'O sistema-Il sistema (autoprodotto)

Premio della critica
- Riccardo Iacona, Case!, W L'Italia, Rai3

Sezione scuole di giornalismo
- Giovanni De Faveri, Federico De Wolanski, Matteo Mohorovicich, Eleonora Vallin, Breaking All Limits, Università Di Padova, Master in Giornalismo

Menzione speciale della giuria
- Alberto Nerazzini e Davide Savelli, Archiviazione provvisoria: la storia di una vergogna

### XIII edizione (2007)
Riccione, 2007.
Sezione servizi da TG
- Claudio Rubino, I bambini di Cana, TG3 Primo Piano, Rai 3.

Sezione servizi (– 15 minuti)
- Enrico Testa, Il nostro calcio libero, Raisport, Rai 2

Sezione inchieste (+ 15 minuti)
- Flaviano Masella e Angelo Saso, Khiam, sud del Libano: anatomia di una bomba, RaiNews24
- Gaia Strigelli, I capitani al World Social Forum, MTV

Sezione emittenti televisive locali
- Rosa Maria di Natale, Hotel Librino, Tele Marte, Siracusa-Sicilia

Premio produzione
- Antonio Martino, Gara de Nord. Copii de strada

Premio Europa
- Gilles Jacquier, La Dernière Frontiere, France 2

Premio della critica
- Mauro Parissone e Roberto Burchielli, Stato di paura. Scontro di civiltà, La7

Premio Hrovatin
- Silvio Giulietti, Piccoli tappetai di Kabul, Tg2, Rai 2.

Premio giovani
- Federica Cellini, Lo schermo nella polvere – I mondiali visti dal Mozambico, La Storia Siamo Noi, Rai Educational

### XIV edizione (2008)
Riccione, 2008.
Miglior reportage italiano breve (– 15 minuti)
- Anna Migotto, La cattedrale, Terra, Canale 5

Miglior reportage italiano lungo (+ 15 minuti)
- Domenico Iannacone, Il terzo mondo, W l'Italia diretta, RAI3

Miglior servizio da TG
- Nico Piro e Gianfranco Botta, Battaglia a Korengal, su TG3, Raitre

Miglior servizio di televisioni locali e regionali
- Roberto D'Antonio, L'oro di Napoli, Telenapoli

Premio produzione
- Pietro Suber e Guido Torlai, Argentina: un paese sull'orlo di una crisi di nervi, inedito

Premio miglior reportage internazionale
- Gwenlaouen Le Gouil, Somalie: partir ou mourir, Arte Geie/Cargo Culte, Francia

Premio Giovani
- Alessandro Nucci, Una stagione all'inferno, TeleIato

Premio scuole di giornalismo
- Marco Ferini, Articoli amari, Master biennale in giornalismo, Università di Sassari

Premio critica
- Francesco Conversano e Nene Grignaffini, Megalopolis, Movie Movie per Rai3

Premio Il lavoro che non si vede (+ 15 minuti)
- Massimiliano Cochi, Terra amara. Reportage sull'agricoltura in crisi, Sat2000

Premio Il lavoro che non si vede (– 15 minuti)
- Nevio Casadio, Una storia sbagliata, RT Rotocalco Televisivo, Rai3

Premio Miran Hrovatin
- Bernardino Marco Tomei, Nero Artico, Speciale Tg, La7

### XV edizione (2009)
Riccione, 2009.
Miglior reportage italiano breve (– 15 minuti)
- Alfredo Macchi, Morire per vivere, Password (Rete 4)

Miglior reportage italiano lungo (+ 15 minuti)
- Bernardo Iovene, Modulazione di frequenze, Report, (Rai 3)

Miglior reportage internazionale
- Rebecca Gudisch, Childslaves, WDR

Miglior servizio da TG
- Marc Innaro, Contabile Hamas, andato in onda su TG3, (Rai 3)

Miglior servizio di televisioni locali e regionali
- Alessio Lasta, Hua-Yi - Seconda Generazione, andato in onda su Telelombardia

Premio produzione
- Lisa Tormena e Matteo Lolletti, Libertà in esilio, produzione indipendente

Premio giovani
- Edoardo Anselmi, Le pecore di Acerra, Current TV (Sky)

Premio della critica
- Claudio Canepari, Salvo Palazzolo, Piergiorgio Di Cara, Matteo Lena, Fabrizio Marini, regia Fabrizio Lazzaretti e Matteo Lena, Le Mani su Palermo, Rai Fiction-Magnolia

Premio Miran Hrovatin
- Ayperi Karabuda Ecer e Jassim Assim Ahmad, Bearing Witness: Five Years of the Iraq War, Reuters-Mediastorm

Premio speciale della giuria
- Giovanna Massimetti e Paolo Serbandini, 211: Anna, Doc 3, (Rai 3)

Menzione speciale
- Emanuele Piano e Alessandro Righi, Ilaria Alpi's Murder, Oyibo Productions-Al Jazeera English

### XVI edizione (2010)
Riccione, 15-19 giugno 2010.
Miglior reportage italiano breve (– 15 minuti)
- Pablo Trincia e Edoardo Scognamiglio per Infiltrato tra i profughi afghani, Le iene, Italia 1

Miglior reportage italiano breve (– 15 minuti)
- Domenico Iannacone, Il progetto, storia di una Italia incosciente, Presa diretta, Raitre

Miglior reportage internazionale
- Anouk Burel, Les glaneurs di Nairobi, Envoyè special, France 2

Miglior servizio da TG
- Tiziana Prezzo per Saccheggi e violenza a Port au Prince, Sky TG24

Miglior servizio per le tv locali
- Chiara Zappalà, Una rovina di città, Ducatonline - Scuola di giornalismo di Urbino

Premio giovani
- Luca Bertazzoni, La spremuta, Anno zero, Rai 2

Premio della critica
- Roberto Orazi, Human organ traffic, Current TV

Premio Miran Hrovatin
- Flavio Maspes, Saccheggi e violenza a Port au Prince, Sky TG24

Premio alla carriera
- Demetrio Volcic

Premio Unicredit
- Claudia Julieta Duque

Premio produzione
- Simone Amendola, Alisya nel paese delle meraviglie

Premio del pubblico RepubblicaTV
- Paolo Zagari, Terra di nessuno, Crash, Rai Educational

### XVII edizione (2011)
Riccione, 15-18 giugno 2011.
Miglior reportage breve (- 15 minuti)
- Luca Rosini, La sanatoria: quelli della Gru, Annozero, Rai 2

Miglior reportage lungo (+ 15 minuti)
- Gian Micalessin e Francesca Ulivi, Libia: i ragazzi e la rivoluzione, MTV news, MTV
- Domenico Iannacone e Danilo Procaccianti, Evasori, Presa diretta, Rai 3)

Miglior reportage internazionale
- Gilles Jacquier, Tunisie, la révolution en marche, France 2

Miglior reportage televisioni locali e web-tv
- Danilo Lupo, Manduria, caccia al tunisino sotto gli occhi della Questura, Telerama

Miglior servizio da TG
- Lucia Goracci, Sotto le bombe di Ras Lanouf, TG3

Premio IA DOC Rai Tre
- Teresa Paoli, Di tessuti e di altre storie

Premio Miran Hrovatin
- Christopher Kench, Tunisie, la révolution en marche, France 2

Premio giovani
- Martina Proietti e Giovanni Pompili, Maternità Precaria, Vanguard Italia-Current TV

Premio della critica
- Anna Migotto e Sabina Fedeli, Le perseguitate, Terra, Canale 5

Premio speciale Ilaria Alpi
- Roberto Saviano

Premio alla carriera
- Bernardo Valli

Menzione speciale
- Francesco Cordio e Mario Pantoni, Ergastolo bianco

Premio Unicredit
- Agnes Taile

### XVIII Edizione (2012)
Riccione, settembre 2012.
Miglior reportage breve (- 15 minuti)
- Emilio Casalini, Spazzatour, Report, Rai

Miglior reportage lungo (- 15 minuti)
- Barbara Cupisti, Fratelli e Sorelle. Storie di Carcere, Rai3

Miglior reportage internazionale
- Emiliano Bos e Paul Nicol, Mare deserto, RSI

Miglior servizio delle web-tv
- Attilio Bolzoni, I nuovi signori di Sabaudia, RepubblicaTV
- Claudio Pappaianni e Andrea Postiglione, Il bacio del padrino, lespresso.it

Miglior servizio televisioni locali
- Lucia Portolano, Mesagne e la Scu, Telerama

Miglior servizio TG
- Giulio De Gennaro, Caccia ai nazisti, TG5

Premio Miran Hrovatin
- Alessandro Hielscher, Il carcere di San Vittore, Tg2

Premio della critica
- Alessandro Sortino e Lorenzo De Giorgi, Schiavi del lavoro, Piazza Pulita, La7

Premio speciale Auser
- Cristiano Barbarossa, Indagine Villa Borea, Sirene, Rai3

Premio Unicredit
- Hanadi Zahlout e Yara Bader

Premio Speciale
- Paul Moreira, Toxic Somalia: l'autre piraterie, Prèmieres Lignes

Premio IA Doc Rai
- Massimiliano Cocozza, Kome un palloncino

Premio alla Carriera
- Nuccio Fava

### XIV edizione (2013)
Riccione, 7 settembre 2013.
Premio miglior inchiesta televisiva italiana (sotto 15 minuti)
- Marco Fubini e Pablo Trincia, Krokodil, la droga che ti mangia, Le Iene, Italia 1

Premio miglior inchiesta televisiva italiana (sopra 15 minuti)
- Federico Ruffo e Alessandro Macina, Ladri di calcio, Presa Diretta, RaiTre

Premio miglior inchiesta televisiva internazionale
- David Thomson, Gwenlaouen Le Gouil e Nicolas Beaudry D’Asson, The Jihad’s temptation, Arte

Premio miglior inchiesta televisiva italiane di web-tv
- Vittoria Iacovella, Vaccinati a morte, RepubblicaTv

Premio miglior inchiesta televisiva italiane di tv locali e regionali
- Gianmarco Morosini, L'ultimo Padrino. Nella terra di Matteo Messina Denaro, San Marino Tv

Premio miglior servizio da Tg
- Marco Clementi e Paolo Carpi, Gheddafi privato, Tg1, RaiUno

Premio IA Doc Rai (per reportage e inchieste giornalistiche inedite)
- Luca Cusani e Francesco Cannito, Il rifugio

Premio per la miglior fotografia – Menzione Miran Hrovatin
- Francesco Conversano, Nene Grignaffini e Roberto Cimatti, Muri, Dixit, Rai Storia

Premio della critica
- Domenico Iannacone, I 10 comandamenti, Raitre

Premio alla carriera
- Piero Angela

Premio Coop Ambiente
- Domenico Iannacone e Luca Cambi, La terra dei fuochi, I 10 comandamenti, RaiTre

Premio UniCredit
- Susan Mohammadkhani Ghiasvand

### XX edizione (2014)
Riccione, 3-6 settembre 2014.
Premio miglior inchiesta televisiva italiana (sotto 15 minuti)
- Elena Redaelli, Con gli occhi della Neet Generation, Lucignolo 2.0, Italia Uno

Premio miglior inchiesta televisiva italiana (sopra 15 minuti)
- Francesca Nava, Occhio al farmaco, Piazza Pulita, La7

Premio miglior inchiesta televisiva internazionale
- Edouard Perrin, Underhand tactics: The Untaxable, TVE, Spieghel TV, France 2

Premio IA Doc Rai (per reportage e inchieste giornalistiche inedite)
- Alessandro Marinelli, Pino Masciari, storia di un imprenditore calabrese

Menzione Miran Hrovatin per la miglior fotografia
- Marcel Mettelsiefen, Syrie, la vie obstinement, Arte

Menzione speciale della giuria internazionale
- Marcel Mettelsiefen, Syrie, la vie obstinement, Arte

Menzione speciale per il servizio TG
- Valerio Cataldi, Docce antiscabbia, Tg2, Raidue

Premio speciale - Premio della critica
- Sandro Ruotolo, Dina Lauricella, Inferno atomico, Servizio Pubblico Più, La7

Premio speciale - Premio Coop Ambiente
- Antonio Condorelli, Morire di sviluppo, Speciale La7

Premio speciale - Premio UniCredit
- Solange Lusiku Nsimire

Premio speciale - Premio alla carriera
- Italo Moretti